# LB&SCR-Klasse H1
Die in den Jahren 1905 und 1906 gebauten Dampflokomotiven der Klasse H1 der britischen Bahngesellschaft London, Brighton and South Coast Railway (LB&SCR) der Achsfolge Atlantic (2’B1’) entstanden bei der Firma Kitson & Company in Leeds. Gebaut wurden die insgesamt fünf Lokomotiven nach einem Entwurf von Douglas Earle Marsh, dem Locomotive, Carriage and Wagon Superintendent der LB&SCR. Die Lokomotiven bewährten sich bei der LB&SCR gut und übernahmen schnell wichtige Expresszugleistungen zwischen London und Zielen an der englischen Südküste. Auch nachdem die LB&SCR im Zuge der Umsetzung des Railways Act 1921 1923 in der Southern Railway (SR) aufgegangen war, wurden sie weiter vor Expresszügen eingesetzt. Drei der Lokomotiven übernahm British Railways (BR) 1948 noch aus Beständen der SR, musterte sie aber bis Ende 1951 aus. Kein Exemplar der Klasse blieb erhalten.

## Geschichte
Vor Amtsantritt bei der LB&SCR hatte D.E. Marsh bis Ende 1904 in Doncaster als Assistent von Henry A. Ivatt, dem Locomotive, Carriage and Wagon Superintendent der Great Northern Railway (GNR) gearbeitet und war maßgeblich am Entwurf der dortigen Large Atlantics der GNR-Klasse C1 beteiligt gewesen. Aus Doncaster hatte er einen Satz Zeichnungen der C1 mitgebracht, an dem er nur geringfügige Änderungen vornahm, bevor er fünf Lokomotiven bei Kitson & Co. in Auftrag gab. Äußerlich unterschieden die Maschinen sich durch einen über Kuppelradsätzen und Außenzylindern wellenförmig gestalteten Umlauf, ein größeres Führerhaus nach Standards der LB&SCR und einen etwas niedrigeren, dafür aber weiteren Schornstein. 
Die LB&SCR setzte die Maschinen vor allem vor Expresszügen auf der Brighton Main Line zwischen London Victoria und Brighton ein, darunter der Pullmanzug Southern Belle, der Vorgänger des Brighton Belle. Sie lösten dort die zwischen 1882 und 1891 gebauten Maschinen der LB&SCR-Klasse B1 ab. Expresszüge zu anderen Zielen entlang der Südküste zählten ebenfalls zu ihren Aufgaben. Ab 1911 teilten sie sich diese Aufgaben mit den sechs Maschinen der LB&SCR-Klasse H2, einer Weiterentwicklung der H1.
Im Zuge des „Groupings“ der britischen Bahngesellschaften nach Inkrafttreten des Railways Act 1921 ging die LB&SCR in der Southern Railway auf. Diese gab allen ihren Expresszugmaschinen Namen, die H1 wie auch die H2 erhielten Namen bekannter Landmarken entlang der englischen Südküste, wie etwa Beachy Head oder Portland Bill. Zuvor hatte die LB&SCR lediglich 1913 anlässlich des Staatsbesuchs des französischen Staatspräsidenten Raymond Poincaré der Lokomotive Nr. 39, die seinen Sonderzug von Portsmouth nach London beförderte, den Namen La France gegeben, der nun durch Hartland Point ersetzt wurde. Bereits ab 1925 verdrängten die von der SR neubeschafften, leistungsfähigeren Lokomotiven der King Arthur-Klasse und kurzzeitig auch der River-Klasse die Atlantics von einem Teil der Einsätze zwischen London und Brighton. Sie übernahmen als Ersatz Leistungen unter anderem vor den „Boat trains“ zwischen London und Newhaven, wo Anschluss mit Kanalfähren nach Dieppe bestand.
Während des Zweiten Weltkriegs verkehrten die „Boat trains“ nicht und ein Teil der H1/H2 wurde abgestellt. Die übrigen wurden für diverse Zwecke verwendet, bspw. Verstärkerzüge im Londoner Vorortverkehr. Zwei H1 musterte die SR 1944 aus. Die verbleibenden Lokomotiven übernahmen nach Kriegsende wieder die Leistungen zwischen London und Newhaven, bis sie 1949, bereits zu Zeiten von British Railways, durch die neuen elektrischen Lokomotiven der BR-Klasse 70 ersetzt wurden. BR musterte die drei verbliebenen Lokomotiven zwischen Februar und Juli 1951 aus, bereits im September dieses Jahres wurde die letzte Maschine verschrottet.

## Technik

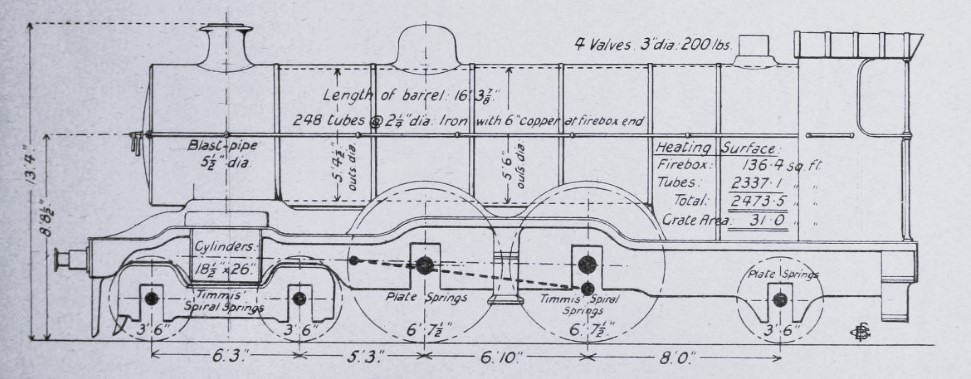
Zeichnung mit den Hauptabmessungen

Gegenüber den C1 der GNR nahm Marsh nur wenige Änderungen vor. Zu nennen sind vor allem geringfügig kleinere Radsätze, ein höherer Kesseldruck und ein größerer Kolbenhub, auch die Feuerbüchse wurde etwas tiefer ausgeführt, jedoch bei gleichbleibender Größe des Feuerrosts. Die technische Ausführung blieb ansonsten weitgehend gleich, wie die C1 besaßen die Maschinen einen Blechrahmen, außenliegende Zylinder mit Flachschiebern und innenliegender Stephenson-Steuerung. Ab 1925 ließ Richard Maunsell, der Chefingenieur der SR, die H1-Maschinen, die im Unterschied zu den jüngeren H2 noch als Nassdampflokomotiven gebaut worden waren, in Heißdampflokomotiven umbauen. Sie behielten jedoch die veralteten Flachschieber. Die Lokomotive 32039 Hartland Point wurde noch zu Zeiten der SR 1947 kurzzeitig mit einer neuartigen Hülsensteuerung ausgerüstet und erprobt, die für die im Bau befindliche Leader-Klasse vorgesehen war. Sie wurde in diesem Zustand jedoch nie im Plandienst eingesetzt.